# Renée von Balthasar
Renée von Balthasar (* 10. Juni 1908 in Luzern; † 8. Dezember 1986 in Hyères; heimatberechtigt in Luzern), Ordensname Marie de Saint François,  war eine Schweizer katholische Ordensfrau und Generaloberin.

## Leben
Renée von Balthasar wurde als Tochter des Kantonsbaumeisters Oskar Ludwig Carl von Balthasar und der Gabriele Pietzker-Apor, die aus der ungarischen Familie der Barone Apor de Altorja stammte, geboren. Sie war eine Schwester von Hans Urs von Balthasar. Ihre Schulausbildung machte sie im Institut St. Agnes in Luzern und bei den Sacré-Cœur-Schwestern im bayerischen Riedenburg. Im Jahr 1929 entschied sie sich für den Eintritt ins Noviziat bei den Franciscaines de Sainte Marie des Anges, einem ursprünglich kontemplativen Missionsorden. Als diplomierte Mittelschullehrerin unterrichtete sie von 1933 bis 1956 vorab Englisch und Deutsch an der Schule ihrer Kongregation Dames Blanches in Sitten. Im Jahr 1956 übernahm sie in London ein Altersheim für Priester. 1958 baute sie das Pastoral Center im britischen Wickham auf, das neben karitativen Aufgaben ökumenische Kontakte zwischen Katholiken und Anglikanern pflegte. Von 1971 bis 1983 war sie Generaloberin ihrer Kongregation. Von 1983 bis zu ihrem Tod leitete sie in Hyères ein Altersheim.